# La Liga de 1989–90
A La Liga de 1989–90 foi a 59º edição da liga de Primeira Divisão de Espanha de futebol. Com 20 participantes, o campeão foi o Real Madrid.

## Equipes e locais 1989-1990
| - Athletic Bilbao - Atlético Madrid - FC Barcelona - Cádiz CF - CD Castellón - Celta de Vigo - CD Logroñés - CD Málaga - RCD Mallorca - Osasuna |  | - Rayo Vallecano - Real Madrid - Real Oviedo - Real Sociedad - Sevilla FC - Sporting de Gijón - Tenerife - Valencia CF - Valladolid - Zaragoza |

## Classificação final
| Pos. | Clube              | P  | J  | V  | E  | D  | GP  | GC | SG  |
| ---- | ------------------ | -- | -- | -- | -- | -- | --- | -- | --- |
| 1    | Real Madrid        | 62 | 38 | 26 | 10 | 2  | 107 | 38 | +69 |
| 2    | Valência           | 53 | 38 | 20 | 13 | 5  | 67  | 42 | +25 |
| 3    | Barcelona          | 51 | 38 | 23 | 5  | 10 | 83  | 39 | +44 |
| 4    | Atlético de Madrid | 50 | 38 | 20 | 10 | 8  | 55  | 35 | +20 |
| 5    | Real Sociedad      | 44 | 38 | 15 | 14 | 9  | 43  | 35 | +8  |
| 6    | Sevilla            | 43 | 38 | 18 | 7  | 13 | 64  | 46 | +18 |
| 7    | Logroñés           | 41 | 38 | 18 | 5  | 15 | 47  | 51 | -4  |
| 8    | Real Zaragoza      | 40 | 38 | 16 | 8  | 14 | 52  | 52 | 0   |
| 9    | Osasuna            | 40 | 38 | 14 | 12 | 12 | 42  | 42 | 0   |
| 10   | Mallorca           | 39 | 38 | 11 | 17 | 10 | 36  | 34 | +2  |
| 11   | Real Oviedo        | 39 | 38 | 12 | 15 | 11 | 41  | 46 | -5  |
| 12   | Athletic Bilbao    | 37 | 38 | 11 | 15 | 12 | 37  | 39 | -2  |
| 13   | Real Sporting      | 34 | 38 | 12 | 10 | 16 | 37  | 34 | +3  |
| 14   | Castellón          | 32 | 38 | 9  | 14 | 15 | 30  | 48 | -18 |
| 15   | Real Valladolid    | 30 | 38 | 8  | 14 | 16 | 31  | 41 | -10 |
| 16   | Cádiz              | 30 | 38 | 12 | 6  | 20 | 28  | 63 | -35 |
| 17   | Málaga             | 28 | 38 | 9  | 10 | 19 | 23  | 50 | -27 |
| 18   | Tenerife           | 26 | 38 | 8  | 10 | 20 | 42  | 60 | -18 |
| 19   | Celta de Vigo      | 22 | 38 | 5  | 12 | 21 | 24  | 51 | -27 |
| 20   | Rayo Vallecano     | 19 | 38 | 6  | 7  | 25 | 32  | 75 | -43 |

## Artilheiros
| Nome          | Gols | Clube           |
| ------------- | ---- | --------------- |
| Hugo Sánchez  | 38   | Real Madrid     |
| Toni Polster  | 33   | Sevilla FC      |
| Baltazar      | 18   | Atlético Madrid |
| John Aldridge | 16   | Real Sociedad   |
| Julio Salinas | 15   | FC Barcelona    |